# Chalinula saudiensis
Chalinula saudiensis är en svampdjursart som beskrevs av Vacelet, Al Sofyani, Al Lihaibi och Kornprobst 200. Chalinula saudiensis ingår i släktet Chalinula och familjen Chalinidae.
Artens utbredningsområde är Saudiarabien. Inga underarter finns listade i Catalogue of Life.